# Rokkaku Yoshikata
Rokkaku Yoshikata (六角 義賢?; 1521 – 19 aprile 1598) è stato un militare giapponese capo del clan Rokkaku durante il periodo Sengoku. Fu shugo (governatore) e successivamente daimyō nel sud della provincia di Ōmi. Divenne successivamente monaco buddista e prese il nome di Shōtei.

## Biografia
Figlio di Rokkaku Sadayori, Yoshikata combatté in molte delle battaglie per il controllo dell'area di Kyoto durante il periodo Sengoku. Nel 1549 si alleò con Hosokawa Harumoto contro Miyoshi Chōkei e succedette al padre come capo del clan nel 1552. Dopo varie vittorie contro il clan Miyoshi la sorte cambiò; Yoshikata e i suoi alleati Hosokawa al servizio dello shōgun Ashikaga Yoshiteru iniziarono a subire una serie di sconfitte. Nel 1558 lo shōgun concluse una pace con il clan Miyoshi mettendo fine al conflitto.
Vedendo i Rokkaku indeboliti Azai Hisamasa dai confini settentrionali invase il territorio di Yoshikata. Sconfitto, il clan Azai fu costretto a diventare vassallo dei Rokkaku. Yoshikata entrò nel sacerdozio buddhista nel 1559, passando l'eredità all'interno del clan a suo figlio Rokkaku Yoshiharu anche se rimase comunque attivo nelle battaglie della famiglia. Yoshikata condusse le sue forze del clan a combattere l'anno seguente contro Azai Nagamasa cercando di mantenere il controllo sugli Azai e sul loro territorio. Fu decisamente sconfitto nella battaglia di Norada che segnò l'inizio del declino del clan Rokkaku.
Nel 1563 uno dei loro principali vassalli, Gotō Katatoyo, uccise qualcuno all'interno del castello di Kannonji, roccaforte del clan. La sfiducia tra i servitori Rokkaku e i loro capi raggiunse il culmine e Yoshikata e suo figlio furono cacciati dal castello. Fecero ritorno poco dopo attraverso la mediazione di Gamō Sadahide e Gamō Katahide.
Nel 1565, i Rokkaku furono nuovamente attaccati dagli Azai anche se le forze invasori erano modeste.

## Sconfitta
Nel 1569 Oda Nobunaga, al servizio dello shōgun Ashikaga Yoshiaki chiese al clan Rokkaku di unirsi al suo esercito, ma essi rifiutarono. Sconfitti nella battaglia che seguì i Rokkaku furono cacciati dal loro castello, stabilendosi a Kōka e il loro clan perse definitivamente lo stato di daimyō.
Nel 1570, i Rokkaku furono sconfitti da Shibata Katsuie nell'assedio di Chōkō-ji e nuovamente nel castello di Bodaiji, sottomettendosi definitivamente a Nobunaga. Su ordine di Nobunaga, Yoshikata fu imprigionato nel castello di Ishibe, detenuto da Sakuma Nobumori. Scappò quattro anni dopo fuggendo a Shigaraki. Lì visse in isolamento, aiutando i ribello locali, e l'Ishiyama Hongan-ji, contro Nobunaga.
Imparò l'utilizzo dell'arco da Yoshida Shigekata e a cavalcare da Saitō Jogen e lui stesso fondò una scuola (Sasaki-ryū) che insegnava l'arte della guerra. 
Yoshikata morì all'età di 74 anni nel 1598.